# Poison Ivy (program)
Poison Ivy är ett datorprogram av typen Remote Administration Tool (RAT) som används av bland annat hackare.